# Championnat du monde moins de 18 ans de hockey sur glace 1999
Navigation
Édition suivante
Le Championnat du monde moins de 18 ans de hockey sur glace 1999 est la première édition du genre pour les joueurs de moins de 18 ans et remplace le championnat d'Europe junior qui avait lieu jusqu'alors. Il se déroule à Füssen et Kaufbeuren en Allemagne du 8 au 18 avril 1999. La Finlande remporte l'or devant la Suède et la Slovaquie.

## Groupe A

### Tour préliminaire
Pour les significations des abréviations, voir Statistiques du hockey sur glace.

#### Poule A

##### Matches
| Équipe             | Score | Équipe             | Score par période |
| Suisse             | 0-3   | Suède              | 0-2, 0-0, 0-1     |
| Allemagne          | 2-4   | République tchèque | 0-1, 2-1, 0-2     |
| Suisse             | 4-1   | Ukraine            | 1-0, 0-0, 3-1     |
| Allemagne          | 2-5   | Suède              | 0-3, 1-1, 1-1     |
| Ukraine            | 1-6   | République tchèque | 1-2, 0-4, 0-0     |
| Suède              | 4-4   | République tchèque | 2-2, 2-1, 0-1     |
| Allemagne          | 0-3   | Suisse             | 0-1, 0-1, 0-1     |
| Ukraine            | 0-4   | Allemagne          | 4-0, 2-0, 1-0     |
| République tchèque | 2-3   | Suisse             | 1-2, 1-1, 0-0     |
| Suède              | 10-1  | Ukraine            | 4-0, 2-1, 4-1     |

##### Classement
| Équipe    | PJ | V | N | D | BP | BC | PTS |
| --------- | -- | - | - | - | -- | -- | --- |
| Suède     | 4  | 4 | 0 | 0 | 21 | 5  | 8   |
| Suisse    | 4  | 3 | 0 | 1 | 18 | 10 | 6   |
| Tchéquie  | 4  | 2 | 0 | 2 | 13 | 9  | 4   |
| Ukraine   | 4  | 1 | 0 | 3 | 16 | 15 | 2   |
| Allemagne | 4  | 0 | 0 | 4 | 6  | 35 | 0   |

#### Poule B

##### Matches
| Équipe     | Score | Équipe     | Score par période |
| Slovaquie  | 2-3   | Finlande   | 1-0, 0-1, 1-2     |
| Russie     | 2-1   | États-Unis | 2-1, 0-0, 0-0     |
| Slovaquie  | 7-0   | Norvège    | 3-0, 2-0, 2-0     |
| États-Unis | 0-5   | Finlande   | 0-1, 0-1, 0-3     |
| Norvège    | 2-8   | Russie     | 0-4, 1-2, 1-2     |
| États-Unis | 5-6   | Slovaquie  | 3-3, 1-1, 1-2     |
| Finlande   | 3-1   | Russie     | 2-0, 1-0, 0-1     |
| Norvège    | 2-10  | États-Unis | 1-3, 1-2, 0-5     |
| Finlande   | 10-2  | Norvège    | 4-0, 4-0, 2-2     |
| Russie     | 2-3   | Slovaquie  | 1-0, 0-3, 1-0     |

##### Classement
| Équipe     | PJ | V | N | D | BP | BC | PTS |
| ---------- | -- | - | - | - | -- | -- | --- |
| Finlande   | 4  | 4 | 0 | 0 | 21 | 5  | 8   |
| Slovaquie  | 4  | 3 | 0 | 1 | 18 | 10 | 6   |
| Russie     | 4  | 2 | 0 | 2 | 13 | 9  | 4   |
| États-Unis | 4  | 1 | 0 | 3 | 16 | 15 | 2   |
| Norvège    | 4  | 0 | 0 | 4 | 6  | 35 | 0   |

### Poule finale
| Équipe             | Score | Équipe             | Score par période |
| Slovaquie          | 2-3   | Finlande           | 1-0, 0-1, 1-2*    |
| Suisse             | 0-3   | Suède              | 0-2, 0-0, 0-1*    |
| Finlande           | 3-1   | Russie             | 2-0, 1-0, 0-1*    |
| Suède              | 4-4   | République tchèque | 2-2, 2-1, 0-1*    |
| République tchèque | 2-3   | Suisse             | 1-2, 1-1, 0-0*    |
| Russie             | 2-3   | Slovaquie          | 1-0, 0-3, 1-0*    |
| Slovaquie          | 6-3   | Suisse             | 1-0, 3-0, 2-3     |
| Suède              | 2-3   | Russie             | 0-0, 0-1, 2-2     |
| Finlande           | 3-1   | République tchèque | 1-0, 1-1, 1-0     |
| République tchèque | 5-2   | Russie             | 3-0, 0-1, 2-1     |
| Finlande           | 1-6   | Suisse             | 0-3, 1-2, 0-1     |
| Suède              | 4-1   | Slovaquie          | 0-0, 2-0, 2-1     |
| Slovaquie          | 1-0   | République tchèque | 1-0, 0-0, 0-0     |
| Suisse             | 4-1   | Russie             | 0-1, 1-0, 3-0     |
| Finlande           | 2-2   | Suède              | 0-1, 1-0, 2-1     |

* Note : Matchs du premier tour comptabilisés pour le classement de la poule finale.

### Poule de relégation
| Équipe     | Score | Équipe     | Score par période |
| Ukraine    | 0-4   | Allemagne  | 4-0, 2-0, 1-0*    |
| Norvège    | 2-10  | États-Unis | 1-3, 1-2, 0-5*    |
| États-Unis | 6-0   | Allemagne  | 3-0, 1-0, 2-0     |
| Ukraine    | 3-0   | Norvège    | 0-0, 2-0, 1-0     |
| Allemagne  | 4-2   | Norvège    | 2-0, 0-2, 2-0     |
| États-Unis | 6-0   | Ukraine    | 3-0, 1-0, 1-0     |

* Note : Matchs du premier tour comptabilisés pour le classement de la poule de relégation.

### Classement final
| Classement | Équipe     |
| ---------- | ---------- |
| Or         | Finlande   |
| Argent     | Suède      |
| Bronze     | Slovaquie  |
| 4          | Suisse     |
| 5          | Tchéquie   |
| 6          | Russie     |
| 7          | États-Unis |
| 8          | Ukraine    |
| 9          | Allemagne  |
| 10         | Norvège    |

La Norvège est reléguée pour l'édition 2000.

## Groupe B
Le groupe B se déroule du 5 au 11 avril 1999 à Pralognan, Méribel et Courchevel en France.

### Tour préliminaire
Pour les significations des abréviations, voir Statistiques du hockey sur glace.

#### Poule A

##### Matches
| Équipe          | Score | Équipe          | Score par période |
| Biélorussie     | 10-4  | Danemark        | 2-1, 5-3, 3-0     |
| Italie          | 6-2   | Grande-Bretagne | 1-0, 3-2, 2-0     |
| Biélorussie     | 8-1   | Grande-Bretagne | 1-0, 4-0, 3-1     |
| Italie          | 4-4   | Danemark        | 1-0, 2-1, 1-3     |
| Italie          | 1-5   | Biélorussie     | 0-0, 1-3, 0-2     |
| Grande-Bretagne | 2-8   | Danemark        | 1-2, 0-3, 1-3     |

##### Classement
| Équipe          | PJ | V | N | D | BP | BC | PTS |
| --------------- | -- | - | - | - | -- | -- | --- |
| Biélorussie     | 3  | 3 | 0 | 0 | 23 | 6  | 6   |
| Danemark        | 3  | 1 | 1 | 1 | 16 | 16 | 3   |
| Italie          | 3  | 1 | 1 | 1 | 11 | 11 | 3   |
| Grande-Bretagne | 3  | 0 | 0 | 3 | 5  | 22 | 0   |

#### Poule B

##### Matches
| Équipe   | Score | Équipe   | Score par période |
| France   | 9-2   | Hongrie  | 1-2, 4-0, 4-0     |
| Autriche | 6-0   | Pologne  | 4-0, 1-0, 1-0     |
| France   | 3-5   | Pologne  | 1-1, 2-2, 0-2     |
| Autriche | 14-2  | Hongrie  | 5-1, 6-0, 3-1     |
| France   | 3-3   | Autriche | 1-1, 0-1, 2-1     |
| Pologne  | 8-2   | Hongrie  | 1-1, 2-0, 5-1     |

##### Classement
| Équipe   | PJ | V | N | D | BP | BC | PTS |
| -------- | -- | - | - | - | -- | -- | --- |
| Autriche | 3  | 2 | 1 | 0 | 23 | 5  | 5   |
| Pologne  | 3  | 2 | 0 | 1 | 13 | 11 | 4   |
| France   | 3  | 1 | 1 | 1 | 15 | 10 | 3   |
| Hongrie  | 3  | 0 | 0 | 3 | 6  | 31 | 0   |

### Poule finale
| Équipe      | Score | Équipe   | Score par période |
| Biélorussie | 10-4  | Danemark | 2-1, 5-3, 3-0*    |
| Autriche    | 6-0   | Pologne  | 4-0, 1-0, 1-0*    |
| Autriche    | 3-5   | Danemark | 2-2, 0-1, 1-2     |
| Biélorussie | 3-3   | Pologne  | 0-1, 0-2, 3-0     |
| Pologne     | 3-2   | Danemark | 0-0, 2-1, 1-1     |
| Biélorussie | 2-2   | Autriche | 1-2, 0-0, 1-0     |

* Note : Matchs du premier tour comptabilisés pour le classement de la poule finale.

### Poule de relégation
| Équipe  | Score | Équipe          | Score par période |
| Italie  | 6-2   | Grande-Bretagne | 1-0, 3-2, 2-0*    |
| France  | 9-2   | Hongrie         | 1-2, 4-0, 4-0     |
| Italie  | 7-1   | Hongrie         | 2-1, 4-0, 1-0     |
| France  | 5-1   | Grande-Bretagne | 2-1, 0-0, 3-0     |
| Italie  | 4-1   | France          | 0-1, 2-0, 2-0     |
| Hongrie | 4-3   | Grande-Bretagne | 2-2, 2-1, 0-0     |

* Note : Matchs du premier tour comptabilisés pour le classement de la poule de relégation.

### Classement final
| Classement | Équipe          |
| ---------- | --------------- |
| Or         | Biélorussie     |
| Argent     | Autriche        |
| Bronze     | Pologne         |
| 4          | Danemark        |
| 5          | Italie          |
| 6          | France          |
| 7          | Hongrie         |
| 8          | Grande-Bretagne |

La Biélorussie est promue alors que la Hongrie et la Grande-Bretagne sont reléguées pour l'édition 2000.